# Charles-Antoine Jombert
Charles-Antoine Jombert (1712 – 1784) è stato uno scrittore e editore francese, figlio di Claude-Antoine Jombert (XVIII sec.), incisore, stampatore e libraio.

## Biografia

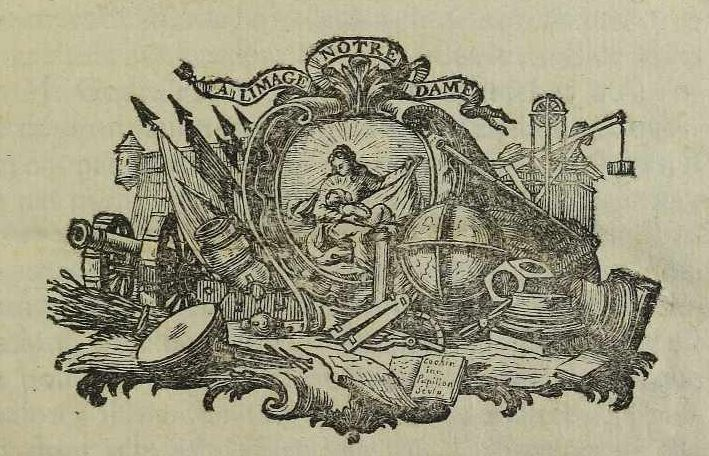
Marca tipografica di Jombert

Charles-Antoine Jombert appartiene a una nota famiglia di librai-editori francesi fondata nel XVII secolo da Jean I, figlio di un mercante di vino. Il figlio del fondatore, Jean II era un appassionato di incisioni, e Claude-Antoine, uno dei suoi figli e padre di Charles-Antoine, ereditò questa passione e quella per la stampa di libri illustrati dai maggiori artisti del suo tempo. La madre di Claude, appartenente alla famiglia di Laurent d’Houry (XVIII sec.), era anch'essa figlia di una dinastia di librai-editori parigini, specializzati nella stampa di testi scientifici e medici, di almanacchi reali, e il cui nome è stato legato a quello di André François le Breton (1708 – 1779) tipografo, editore e libraio francese, promotore della pubblicazione dell'Encyclopédie di Denis Diderot (1713 – 1784) e  Jean-Baptiste Le Rond d'Alembert (1717 – 1783).
La fama della famiglia Jombert è legata alla pubblicazione di opere soprattutto scientifiche: matematica, architettura, ingegneria e arte della fortificazione, tanto che anche Sébastien Le Prestre de Vauban (1633 – 1707), maresciallo di Francia e teorico della scienza delle fortificazioni, si avvalse delle capacità editoriali della famiglia Jombert per pubblicare i suoi trattati e promuovere una editoria specializzata nelle scienze militari, legata soprattutto alle scuole di artiglieria e genio fondate in Francia nel 1726.
Alla morte del padre Claude-Antoine avvenuta nel 1735, Charles-Antoine, formatosi nel frattempo alla scuola di ingegneria, eredita l'attività paterna della vendita di libri, e si specializza nella divulgazione di opere militari, diventando nel frattempo libraio della reale Scuola di Artiglieria e Genio del Regno di Francia. Amico fin dall'infanzia di Charles-Nicolas Cochin (1715 – 1790), il celebre incisore, intraprende con lui una vasta attività di editore di opere scientifiche e tecniche, riccamente illustrate e, inoltre, sarà promotore della pubblicazione di parte della ricca attività artistica dell'amico incisore. La sua vasta cultura tecnico-scientifica non gli impedisce, tuttavia, di allargare il suo catalogo di libri con opere di letteratura - sua una bella edizione delle Favole di Jean de La Fontaine (1621 –1695) -, di arte e architettura in collaborazione con gli artisti del Louvre e con il circolo degli intellettuali che partecipavano al salotto di Madame Geoffrin,  Marie-Thérèse Rodet Geoffrin (1699 – 1777).
Dalla sua stamperia escono le opere di matematica di Jean-Étienne Montucla (1725 – 1799), di Jacques Ozanam (1640 – 1717), di Charles Bossut (1730 – 1814) e dell'abate Deidier (1696 - 1746), di fisica di Jean Jacques Dortous de Mairan (1678 - 1771) e di Pierre Bouguer (1698 – 1758), di idraulica di Johann Esaias Silberschlag (1721 - 1791), di ingegneria di Bernard Forest de Bélidor (1698 – 1761), di fortificazioni di Guillaume Le Blond (1704 - 1781), di arte di Peter Paul Rubens (1577 – 1640), illustrate di Charles-Nicolas Cochin, di teatro di Antoine de Léris (1723 — 1795), e ancora di architettura di Jacques-François Blondel (1705 – 1774), di costruzioni e architettura navale di Henri Louis Duhamel du Monceau (1700 – 1782),  di arti pirotecniche di Amédée François Frézier (1682 – 1773) e di molti altri autori dell'Illuminismo francese.

## Opere
- 1774. Charles-Antoine Jombert. Catalogue raisonné de l'oeuvre de Sébastien Le Clerc, Dessinateur & graveur du Cabinet du Roi. Disposé par ordre historique, suivant l'année où chaque pièce a été gravée, depuis 1650 jusqu'en 1714. Avec la vie de ce célèbre artiste. Paris, Rue Dauphine chez l'auteur.
- 1764. Charles-Antoine Jombert. Architecture moderne, ou l'art de bien bâtir pour toutes sortes de personnes. Divisée en six livres. Paris: chez l'Auteur.
- 1766. Fréart de Chambray, Roland, Errard, Charles e Jombert, Charles-Antoine. Parallèle de l'architecture, antique avec la moderne… Nouvelle edition, augmentée... par Charles Antoine Jombert… Paris: C.-A Jombert.
- 1740. Charles-Nicholas  Cochin, Paul Farinaste e Charles-Antoine Jombert. Nouvelle methode pour apprendre a dessiner sans maitre. Où l'on explique par de nouvelles démonstrations les premiers elémens & les regles generales de ce grand art, avec la maniere de l'étudier pour s'y perfectionner en peu de tems. Le tout accompagné de quantité d'exemples, de plusieurs figures académiques dessinées d'après nature, & des proportions du corps humain d'après l'antique. Enrichi de cent vingt planches. Paris: chez Charles-Antoine Jombert.

## Curatele ed edizioni a stampa
- 1755. Cochin, Charles Nicolas, Bellicard, Jerome-Charles. Observations sur les antiquites d'Herculanum; avec quelques reflexions sur la peinture et la sculpture des anciens; & une courte description de plusieurs antiquites des environs de Naples. Par MM. Cochin & Bellicard. Paris: chez Ch. Ant. Jombert.
- 1756. Cochin, Charles Nicolas. Voyage pittoresque d'Italie, ou Recueil de notes sur les ouvrages de peinture & sculpture, qu'on voit dans les principales villes d'Italie. Par m. Cochin, graveur du roi ... . Paris: de l'imprimerie de Ch. An. Jombert.
- 1763. Antoine de Leris. Dictionnaire portatif historique et litteraire des theatres, contenant l'origine des differans theatres de Paris ... Par M. de Leris. Seconde edition, revue, corrigee et considerablemet augmentee. A Paris: chez C. A. Jombert, libraire du Roi en son Artillerie.
- 1770. Charles-Antoine Jombert. Catalogue de l'Œuvre de Ch. Nic. Cochin Fils, Ecuyer, Chevalier de l'Ordre du Roy, Censeur Royal, Garde des Desseins du Cabinet de Sa Majesté, Secrétaire et Historiographe de l'Académie Royale de Peinture et de Sculpture. Paris: Imprimerie de Prault.